# Cypripedium daweishanense
Cypripedium daweishanense là một loài thực vật có hoa trong họ Lan. Loài này được (S.C.Chen & Z.J.Liu) S.C.Chen & Z.J.Liu mô tả khoa học đầu tiên năm 2005.